# Гвоздьова Ілона Олександрівна
Іло́на Олекса́ндрівна Гвоздьо́ва (нар. 5 серпня 1988, с. Останіне, УРСР, СРСР) — українська танцюристка і хореографка. Учасниця телевізійного талант-шоу «Танцюють всі!».

## Життєпис
Народилася 5 серпня 1988 року в селі Останіне Автономної Республіки Крим України. Закінчила Київський національний університет культури і мистецтв (2010).

### Кар'єра
У 1993 році займалася в студії бального танцю «Грація».
У 2005—2007 роках перейшла до студії сучасного танцю «А-Стиль». Почала працювати викладачкою хіп-хопу, фанку та техно. На фестивалі «А-стиль» стає чемпіонкою з хіп-хопу.
У 2007—2009 роках працювала головною тренеркою Київської студії сучасного танцю «Денс плюс» за напрямками: хіп-хоп, локінг, хаус, джаз-фанк, контемпорарі, джаз; помічницею організатора фестивалів і конкурсів «Різдвяний Київ», «Київська муза», «Арт-весна».
У 2008 році перемогла на Чемпіонаті України з фанку.
У 2009 році брала участь у танцювальному телевізійному проєкті «Танцюють всі 2», в якому увійшла в трійку кращих танцюристок України.
У 2011 році вперше взяла участь у проєкті «Танці з зірками». Партнером Ілони став Олександр Кривошапко.
У 2018 році на паркет стала з шоуменом Ігорем Ласточкіним. 25 листопада пара перемогла в шоу «Танці з зірками-2018».
31 жовтня 2021 року критикована ЛГБТ-спільнотою через мову ворожнечі, гомофобні та дискримінаційні антинаукові висловлювання, сказані в інтерв‘ю з Наталією Влащенко . Танцюристку підтримала велика кількість праворадикальних та прихильників «традиційних сімейних цінностей». Того ж дня дала інтерв‘ю газеті «Сьогодні» . Погляди в інтерв‘ю з Влащенко та для газети «Сьогодні» суперечать одні одним. Спочатку вона заявила, що геї — психологічно хворі, а пізніше почала висловлювати трохи іншу думку: «Я, звичайно ж, не психолог, діагнози не ставлю, не маю на це жодного права, але маю право висловити суто свою особисту думку та ставлення, поділитися своїми переконаннями».

## Особисте життя
Одружена, виховує дочку Валерію та сина Домініка (11 жовтня 2020).